# Enrique Mosconi

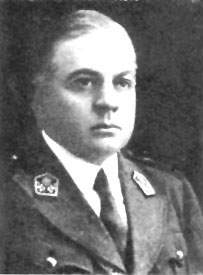
O General de Divisão Enrique Mosconi em 1932.

Enrique Carlos Alberto Mosconi (Buenos Aires, 21 de fevereiro de 1877 - Buenos Aires, 4 de junho de 1940 ) foi um militar e engenheiro argentino conhecido por ter sido o pioneiro na organização da exploração e exportação de petróleo na Argentina. Em 1922 seria um dos fundadores e primeiro diretor geral da Yacimientos Petrolíferos Fiscales.

## Primeiros Anos
Nascido em Buenos Aires em 1887, era filho do engenheiro ferroviário italiano Enrico Mosconi e de María Juana Canavery, argentina descendente de irlandeses. Dois anos depois sua família viaja para a Itália. Com a morte da esposa, seu pai Enrico decide retornar para a Argentina onde se casa com a Condesa María Luisa Natti.

## Carreira militar
Ao finalizar a escola primária, Enrque decide seguir uma carreira militar, contrariando seu pai que desejava que se tornasse médico (seu tio materno Ángel Canavery havia sido tenente coronel do Exército Argentino durante a Campanha do Deserto).Ingressa no Colégio Militar de la Nación no dia 26 de março de 1891, tendo se graduado como sub tenente de infantaria aos 17 anos de idade. Após ter dirigido por quase 2 anos o 7º Regimento de Infantaria em Rio Cuarto, Província de Córdoba, seria transferido para Buenos Aires onde decide cursar engenharia na Universidade de Buenos Aires.
Durante seus estudos, teria sua carreira influenciado pelo professor e engenheiro Enrique Martín Hermitte, que descobriu o primeiro poço de petróleo na cidade de Comodoro Rivadavia. Em 1899 realizou estudos tográficos e estatísticos da região andina na província de Mendoza e no ano seguinte participou de estudos para a construção de uma ferrovia na Patagônia. Em 1903 se formou engenheiro civil pela Faculdade de Ciências Extas e Naturais da Universidade de Buenos Aires, tendo defendido tese sobre a construção de uma represa no Lago Nahuel Huapi e a instalçao de uma válvula para controlar a vazão dos rios Limay e Negro com o objetvo de torna-los navegáveis.